# Shepherdsville
Shepherdsville is een plaats (city) in de Amerikaanse staat Kentucky, en valt bestuurlijk gezien onder Bullitt County.

## Demografie
Bij de volkstelling in 2000 werd het aantal inwoners vastgesteld op 8334.
In 2006 is het aantal inwoners door het United States Census Bureau geschat op 9035, een stijging van 701 (8.4%).

## Geografie
Volgens het United States Census Bureau beslaat de plaats een oppervlakte van
27,9 km², waarvan 27,3 km² land en 0,6 km² water. Shepherdsville ligt op ongeveer 135 m boven zeeniveau.

## Plaatsen in de nabije omgeving
De onderstaande figuur toont nabijgelegen plaatsen in een straal van 12 km rond Shepherdsville.